# Computer portatile

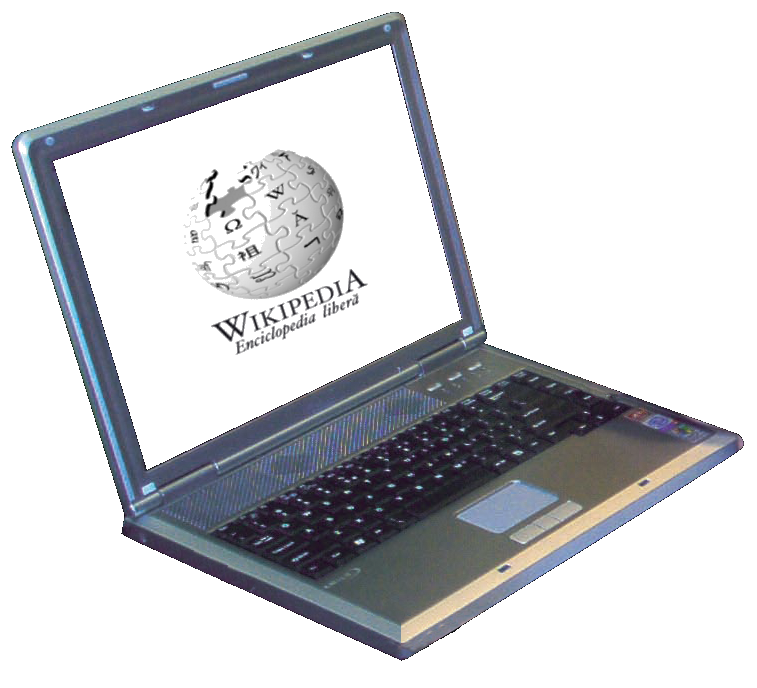
Un laptop collegato a Wikipedia

Il computer portatile (ellissi molto utilizzata: «portatile»), noto anche con i nomi inglesi di laptop o notebook, è un tipo di personal computer pensato per poter essere trasportato a mano da una sola persona. Concretamente, ciò corrisponde alle seguenti tre caratteristiche: un ingombro contenuto, un peso ridotto e il fatto che, almeno durante il trasporto, tutte le principali componenti hardware del computer formino un blocco unico.

## Storia

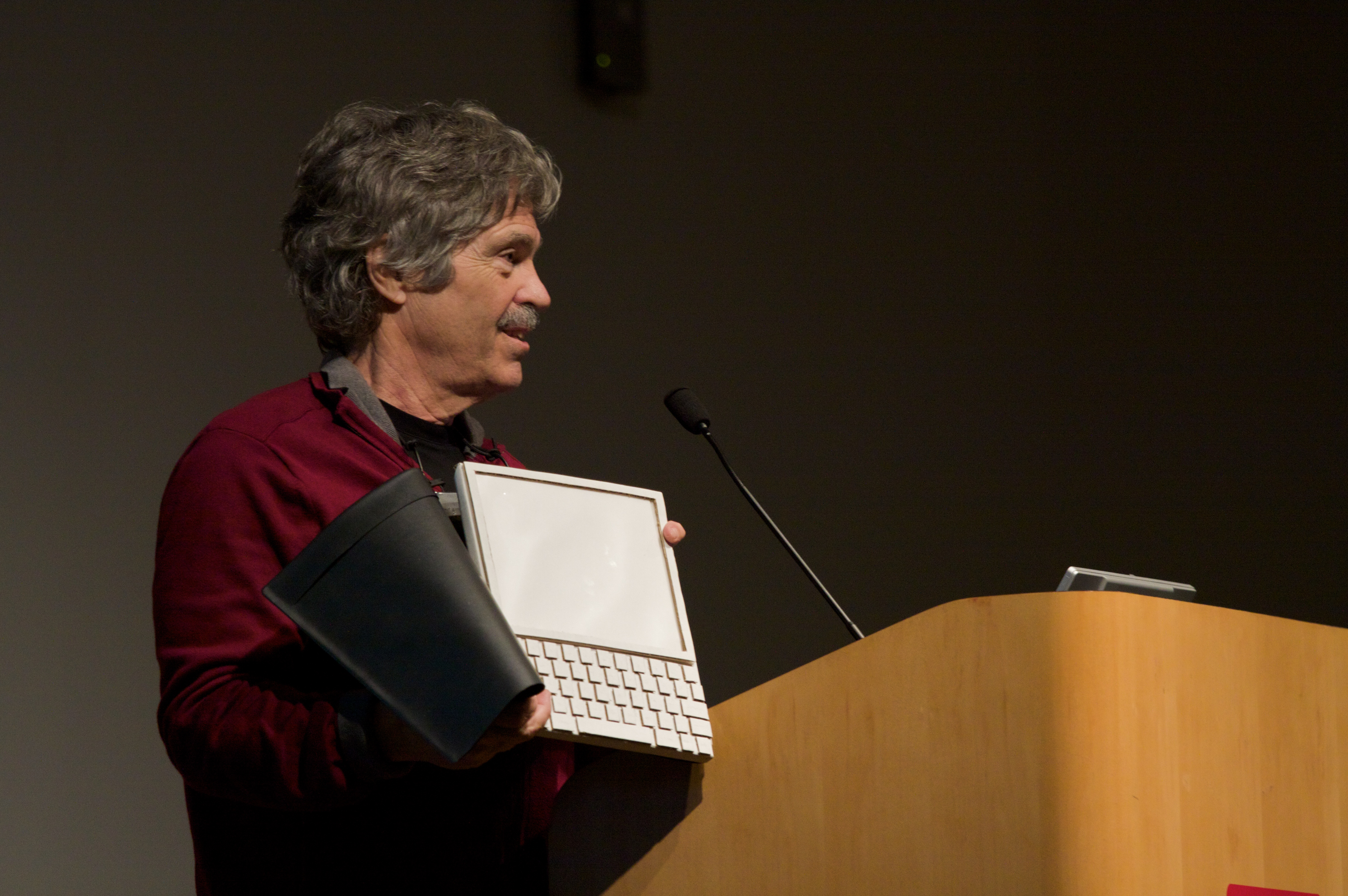
Alan Kay con il prototipo del Dynabook

L'idea del computer portatile è conseguenza dell'apparizione del personal computer. Un «manipolatore di informazioni portatile» venne immaginato da Alan Kay allo Xerox PARC del 1968, e venne descritto in una sua pubblicazione del 1972 come Dynabook. Il progetto IBM SCAMP (acronimo di Special Computer APL Machine Portable) venne pubblicato nel 1973. Questo prototipo era basato sul processore PALM (acronimo di Put All Logic In Microcode).
L'IBM 5100, il primo computer portatile disponibile, apparve nel settembre del 1975, ed era basato sul prototipo SCAMP. Con la diffusione delle macchine con CPU a 8-bit, il numero dei portatili aumentò rapidamente. L'Osborne 1, lanciato nel 1981, usava il processore Zilog Z80 e pesava 10,7 kg. Non disponeva di batteria, aveva un monitor da 5" a tubo catodico e un floppy drive da 5,25". 

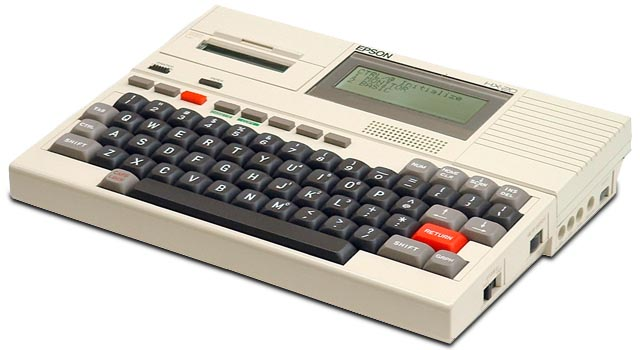
L'Epson HX-20

Nello stesso anno venne annunciato il primo portatile facilmente trasportabile, l'Epson HX-20. L'Epson disponeva di un monitor LCD, una batteria ricaricabile e di una stampante per scontrini, tutto questo in 1,6 kg di peso. Oltre a questi due anche la RadioShack e la Hewlett-Packard iniziarono la produzione di computer portatili in questo periodo.

Un portatile del 1986 (Un Toshiba T1100+ con CPU Intel 8OC86)

Nei primi anni ottanta apparve anche il primo computer portatile a utilizzare la chiusura a sportello. Il Dulmont Magnum venne lanciato in Australia tra il 1981 ed il 1982, per poi essere commercializzato nei mercati internazionali nel 1984. Il GRiD Compass 1100 dal costo di 8 150 $, lanciato nel 1982, venne utilizzato principalmente dalla NASA e per scopi militari. Il Gavilan SC, lanciato nel 1983, è stato il primo computer portatile definito laptop dal suo produttore. Nel 1983 fu rilasciato anche l'Olivetti M10 basato sul Kyotronic KC-85.
Dal 1983 in poi, molte nuove tecniche di input furono sviluppate ed incluse nei computer portatili, tra queste il touchpad (Gavilan SC nel 1983), il riconoscimento della scrittura manuale (Linus Write-Top, nel 1987) e il trackpoint (IBM ThinkPad 700 nel 1992). Alcune CPU, come ad esempio l'Intel i386SL del 1990, vennero progettate per consumare meno energia per prolungare la durata della batteria dei computer portatili, ed erano supportate da funzionalità a risparmio energetico come lo SpeedStep della Intel e il PowerNow! dell'AMD.
I monitor iniziarono a essere VGA a partire dal 1988 (il Compaq SLT/286) ed i monitor a colori iniziarono a essere la norma a partire dal 1991 con aumento di risoluzione e di dimensione dei monitor fino all'introduzione del primo 17" nel 2003. I dischi rigidi iniziarono a essere installati sui portatili, anche grazie all'introduzione del formato da 3,5", alla fine degli anni ottanta, e divennero comuni con l'introduzione dei dischi da 2,5" (e anche più piccoli) nel 1990. Lettori ottici CD-ROM seguiti dai masterizzatori e lettori DVD, e successivamente dai lettori Blu-Ray, divennero comuni a partire dai primi anni duemila.
Nel marzo del 2011, la Lenovo ha costruito il primo computer portatile a comando oculare utilizzando la tecnologia di tracciamento della pupilla della Tobii. Una piccola videocamera integrata traccia la posizione della pupilla che come un mouse potrà selezionare, puntare e scrollare. Sono anche previsti dei giochi completamente comandati dalle pupille oculari.

## Descrizione
Il suo costo relativamente elevato è determinato dai componenti elettronici che lo compongono: essi, anche se simili a quelli di un desktop, sono miniaturizzati e ottimizzati per un minore consumo di energia. Generalmente le periferiche integrate sono molto numerose (questo caratterizza un prezzo maggiore del PC assieme alla potenza stessa), quali webcam, lettore di scheda di memoria, masterizzatore, antenna Wi-Fi ecc.
Una delle caratteristiche più qualificanti del portatile è il peso il quale è influenzato da:
- dimensioni dello schermo;
- tipo di batteria installata;
- presenza di componenti interni (es: drive CD, disco rigido ecc.);
- alimentazione;
- materiale con il quale è assemblato (plastica, alluminio o magnesio[12]).

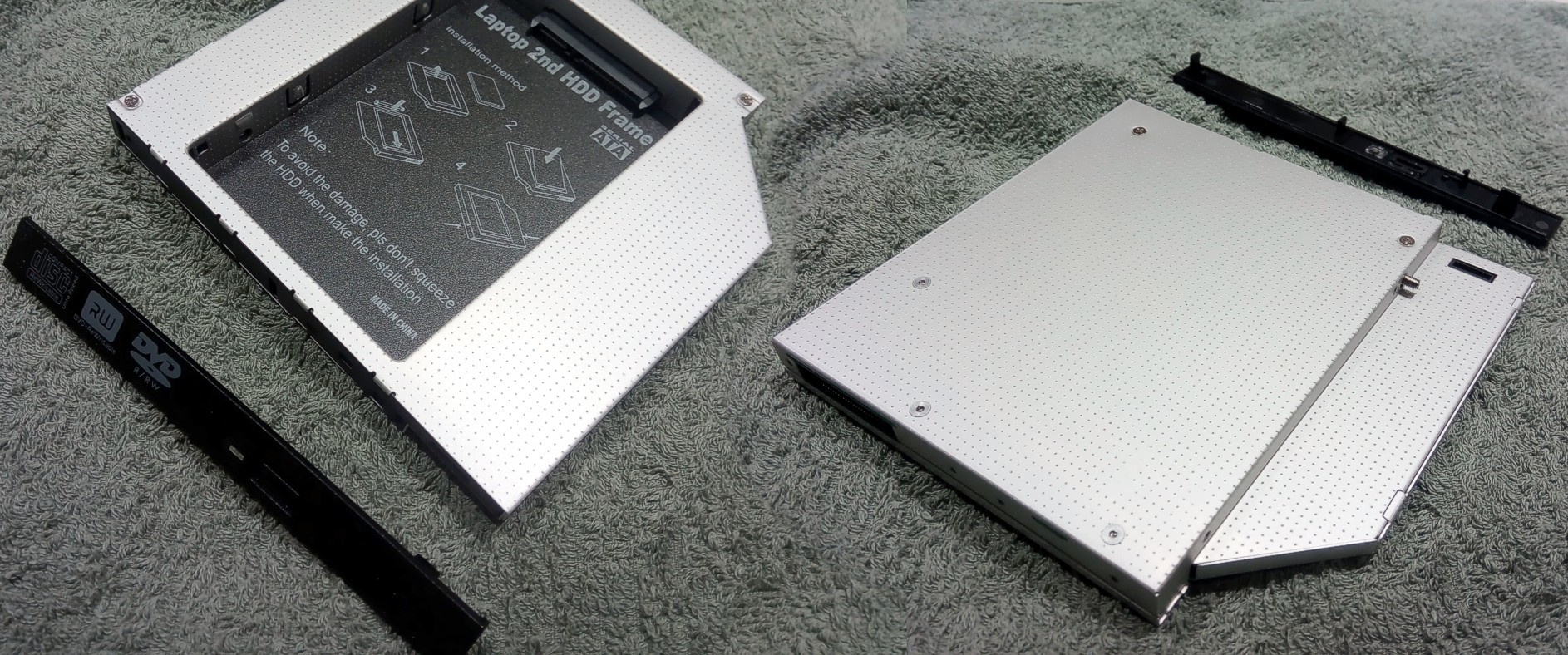
Caddy PATA (ATAPI) per SSD o HD SATA da utilizzare al posto del lettore ottico di un portatile

La maggior parte dei portatili utilizza uno schermo a cristalli liquidi (LCD). Come periferica di puntamento utilizza un touchpad, che nel 2018 ha visto una sua variante chiamata ScreenPad, la quale visualizza anche delle immagini per accelerare specifiche azioni a seconda del contesto; i modelli più vecchi (fino a tutti gli anni 1990) utilizzavano frequentemente una trackball o una specie di piccolo joystick; alcuni computer usano anche come dispositivo di puntamento il trackpoint; i modelli recenti possono usare un mouse senza filo, con interfaccia USB o bluetooth.
Le tastiere, generalmente, dispongono un numero inferiore di tasti rispetto a un modello tradizionale, inoltre sono presenti porte di comunicazione di vario tipo e un lettore ottico, che in alcuni casi viene sostituito da un caddy per poter usare un secondo supporto di massa (HD o SSD). In casi particolari, quando serve massima potenza elaborativa unita a un grande schermo, il tutto agevolmente trasportabile, si ricorre a modelli non propriamente leggeri ma comunque trasportabili; sono da tempo in commercio portatili con schermo da 43,18 cm (17") e addirittura 50,8 cm (20").
Di solito il portatile è alimentato da una batteria ricaricabile (al litio, nei modelli più recenti) che ne permette l'utilizzo dove non è possibile usare altre fonti elettriche. Una sottoclasse particolare dei portatili è costituita dai computer ultraportatili (o subnotebook) che sono computer destinati a una utenza molto mobile: peso inferiore a due chilogrammi, dimensioni ridotte (in particolare quella dello schermo) e dischi più piccoli rispetto ai comuni computer portatili.
Una famiglia particolare di portatili è rappresentata dai tablet PC, ovvero PC portatili sul cui schermo l'utente può scrivere a mano mediante una penna, come se fosse fatto di carta. Alcuni Tablet PC di Dell (ad esempio il Dell Latitude XT) e HP possiedono anche funzionalità multitocco.
Generalmente molti componenti o schede sono integrate, ma la scheda video, che originariamente e nella maggior parte dei casi è integrata in alcuni casi è sostituibile o affiancabile con un'altra, in questi casi la scheda madre deve avere un attacco Dell Slot (permette la sostituzione della scheda video), ATI Axiom (permette la sostituzione della scheda video) e "NVIDIA MXM" (generalmente affianca una scheda grafica integrata).
Con il trascorrere degli anni la differenza nelle prestazioni tra PC fisso e portatile (con caratteristiche paragonabili) si sono praticamente annullate, causa ed effetto della maggior diffusione rispetto al passato.

### Mobile computing
Mobile computing è un termine generico che descrive la propria capacità di utilizzare tecnologia senza restrizioni, facilitati da apparecchiature informatiche di tipo mobile (termine inglese, scritto come l'omografo italiano, ma pronunciato [mobˈail]).
A partire dagli anni novanta, sono stati introdotti molti tipi di mobile computer, tra cui:
- Computer palmare o semplicemente palmare (o anche PDA, acronimo dell'inglese Personal Digital Assistant, letteralmente «assistente digitale personale»
- Smartphone
- UMPC
- Tablet

Si presentano naturalmente con alcune limitazioni:
- Insufficienza dell'ampiezza di banda
- Standard di sicurezza
- Consumo energetico
- Interferenze nella trasmissione
- Danni potenziali alla salute
- Interfaccia umana con l'apparecchiatura

## Tipologia
Vari tipi di computer portatile si sono affermati nel corso dei decenni. In linea generale, considerando computer portatili prodotti nello stesso periodo, minore ingombro del computer corrisponde a funzionalità e prestazioni del computer più limitate. I computer portatili più grandi hanno le dimensioni di una valigia di media grandezza. Altri tipi di computer portatili sono caratterizzati da dimensioni mediamente inferiori:
- laptop computer;
- notebook computer;
- tablet computer;
- computer palmare.

### Computer portatile di grandi dimensioni

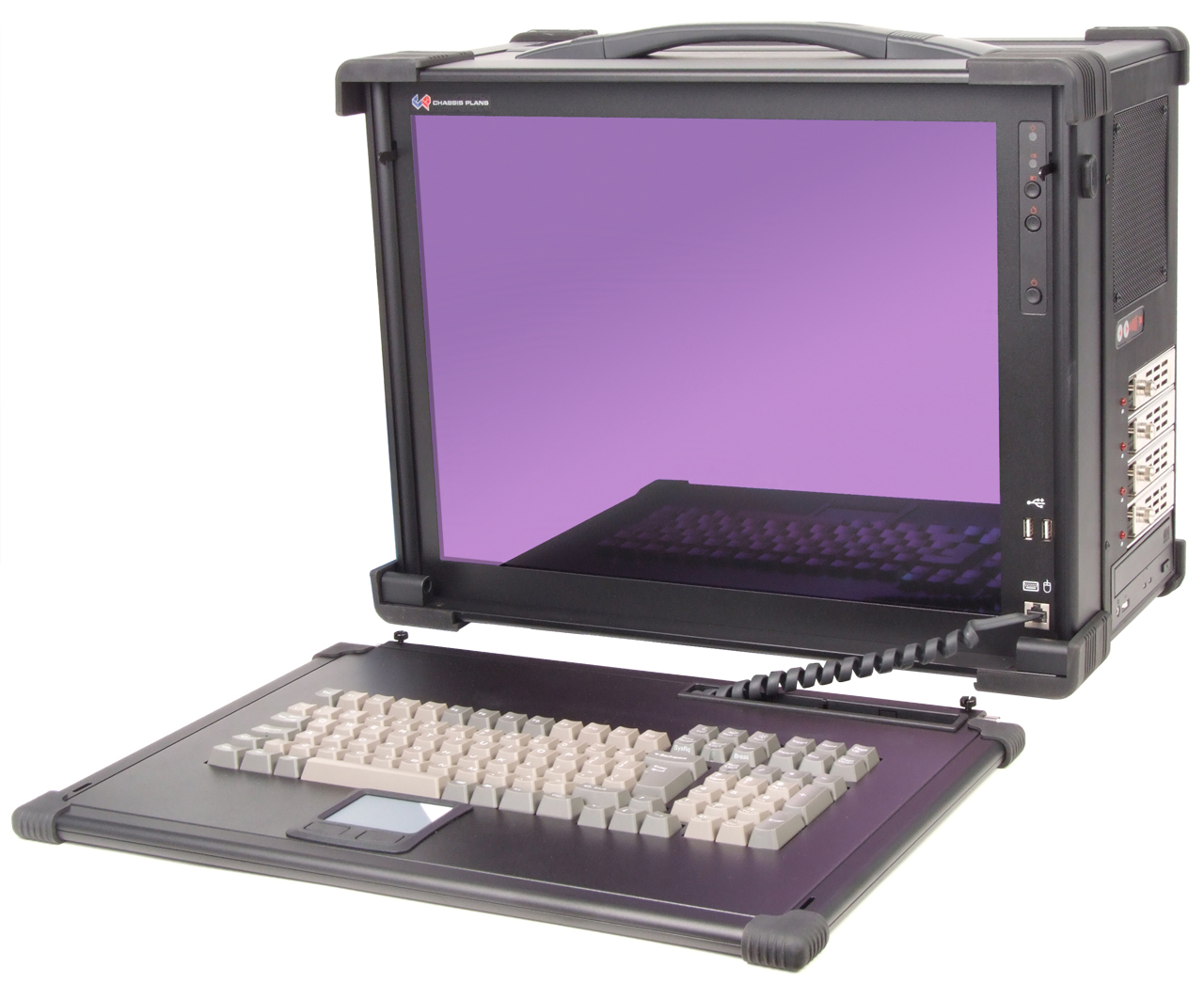
Moderno computer portatile di grandi dimensioni destinato all'ambito industriale

I computer portatili di grandi dimensioni, non solo hanno le dimensioni di una valigia di media grandezza, ma, vengono anche trasportate come esse: una maniglia, fissata al case del computer, facilita il trasporto a mano del computer. Gli anni '80 del XX secolo rappresentano il periodo di maggiore diffusione dei computer portatili di grandi dimensioni. Oggi, grazie agli straordinari passi avanti compiuti dalla microelettronica, le funzionalità e le prestazioni a cui si deve rinunciare non scegliendo tali computer portatili sono irrilevanti per la maggior parte delle persone. Di conseguenza i computer portatili di grandi dimensioni oggi sono utilizzati solo in ambiti particolari (principalmente in ambito industriale e in ambito militare). Ambiti nei quali sono richieste funzionalità e prestazioni che attualmente non è possibile realizzare con ingombri minori.

### Laptop computer

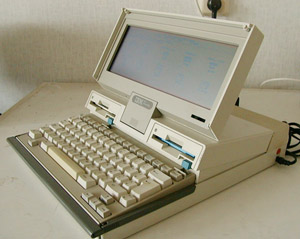
Anni '80 del XX secolo: un IBM 5140, un laptop non di genere "notebook"

Il laptop computer (ellissi molto utilizzata: «laptop») è un computer portatile adatto a essere utilizzato mentre si sta seduti o semisdraiati e lo si tiene in grembo. Concretamente ciò corrisponde alle seguenti due caratteristiche: un peso sufficientemente contenuto; tutte le principali componenti hardware del computer formano un blocco unico anche mentre il computer viene utilizzato.
Il principale genere di laptop computer è il notebook computer. Per lo stesso motivo per cui i computer portatili di grandi dimensioni oggi sono utilizzati solo in ambiti particolari, i laptop computer prodotti oggi sono tutti notebook computer. Gli anni '80 del XX secolo rappresentano anche il periodo di maggiore diffusione di laptop computer di genere diverso dal notebook computer.

#### Ergonomia
Nonostante il laptop computer sia un computer portatile adatto, per dimensioni e forma, a essere utilizzato mentre lo si tiene in grembo, tutti i produttori di laptop computer sconsigliano fortemente di appoggiare il laptop computer, mentre è in funzione, su una qualsiasi parte del corpo umano. Il laptop computer potrebbe infatti raggiungere temperature elevate. Inoltre si potrebbe ostruire involontariamente eventuali prese d'aria presenti nel laptop computer, contribuendo a un aumento della temperatura, con possibili conseguenze negative sia per il computer sia per la persona che lo porta in grembo. È consigliato utilizzare dei supporti appositamente costruiti per ovviare alle caratteristiche costruttive dei notebook, concepite appositamente per l'utilizzo in mobilità. La necessità si manifesta particolarmente nell'uso domestico, usare il laptop anche per un tempo prolungato è diventata una abitudine consolidata a partire dall'anno 2000 quando i Laptop hanno sostituito i tradizionali desktop nell'uso domestico. Alcuni produttori tra cui l'italiana Lounge-tek hanno realizzato supporti specifici per adattare altezza schermo, angolo di visione e di digitazione della tastiera per un uso ergonomico a casa.

#### Laptop anti-danno
Dato il loro crescente utilizzo in ambienti poco consoni quali cantieri e officine, sono sempre più diffusi laptop impermeabili o in materiali che consentono una maggiore resistenza agli urti.

### Notebook computer

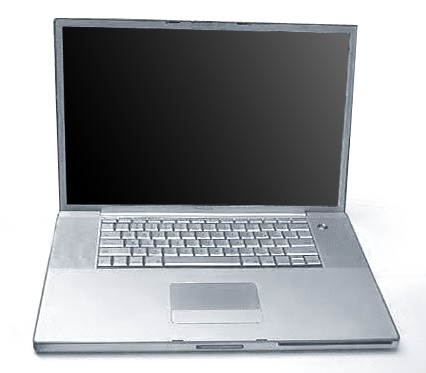
Moderno notebook